# 10427 Klinkenberg
10427 Klinkenberg eller 2017 P-L är en asteroid i huvudbältet som upptäcktes den 24 september 1960 av den nederländsk-amerikanske astronomen Tom Gehrels och det nederländska astronomparet Ingrid van Houten-Groeneveld och Cornelis Johannes van Houten vid Palomarobservatoriet. Den är uppkallad efter matematikern och amatörastronomen Dirk Klinkenberg.
Asteroiden har en diameter på ungefär 3 kilometer.